# Golfo di Moro
Il Golfo di Moro è situato nel mare di Celebes al largo della costa dell'isola di Mindanao nelle Filippine ed è il principale golfo del paese nonché un'importante area di pesca.
Il golfo è compreso tra l'isola di Mindanao a est ed è delimitato ad ovest dalla penisola di Zamboanga. Le baie principali che si aprono sul golfo sono la baia di Sibuguey e la baia di Illana. 
I principali e più popolosi centri abitati che si affacciano sul golfo sono le città di Zamboanga situata sulla costa occidentale e quella di Cotabato sulla costa orientale.
Il golfo di Moro è soggetto ad una significativa attività tettonica che dà luogo a frequenti terremoti e tsunami, in tempi recenti il più devastante è stato il terremoto e il successivo tsunami del 1976 che colpì la costa occidentale di Mindanao facendo oltre 5000 vittime e lasciando oltre 90.000 persone senza tetto.